# 失恋、ありがとう
「失恋、ありがとう」（しつれん、ありがとう）は、日本の女性アイドルグループ・AKB48の楽曲。作詞は秋元康、作曲は村上遼が担当した。2020年3月18日にAKB48のメジャー57作目のシングルとしてキングレコードから発売された。楽曲のセンターポジションは山内瑞葵が務めた。

## 背景とリリース
前作『サステナブル』から5か月ぶりのシングル。また、2020年にリリースされたAKB48のシングルは本作のみとなった。Type AからType Cのそれぞれ初回限定盤と通常盤、および劇場盤の7形態で発売。
シングルのリリース、選抜メンバーおよびセンターは、1月20日にTOKYO DOME CITY HALLで開催された『リクエストアワー セットリストベスト50 2020』2日目公演のアンコールで発表された。
選抜メンバーは前作から1名減の18名。『ジワるDAYS』以来2作ぶり選抜の山内瑞葵が、シングル表題曲において初のセンターポジションに抜擢されたほか、久保怜音および福岡聖菜が『Teacher Teacher』以来5作ぶり、卒業を発表した峯岸みなみが『11月のアンクレット』以来7作ぶりの選抜復帰となった。前作のメンバーのうち、石田千穂（STU48）、倉野尾成美、坂口渚沙、松井珠理奈（SKE48）、矢作萌夏（2020年2月4日活動終了）は本作では選ばれていない。
また、白間美瑠（NMB48）、須田亜香里（SKE48）、瀧野由美子（STU48）、田中美久（HKT48）、本間日陽（NGT48）、峯岸みなみ、吉田朱里（NMB48）にとっては、本作が最後のAKB48のシングル選抜入り表題曲となった。
本楽曲は、向井地美音がパーソナリティーを務めるラジオ番組『ジュグラーの波〜澤と美音のまるっと経済学〜』の2月27日放送で音源が初解禁され、オンエアされた。
翌日の2月28日には、新型コロナウイルス感染症の流行の影響でNHKホールにおいて無観客収録となった『ガールズ・グループの祭典 RAGAZZE！〜少女たちよ！〜』（NHK総合で3月28日放送）で歌唱された。
Type Aには峯岸みなみの卒業ソングとなる「また会える日まで」が収録された。
また、劇場盤には2019年11月27日に生放送された日本テレビ系の音楽特番『ベストアーティスト2019』で、秋元康が当該番組のために書き下ろし、初披露された「愛する人」がカップリング曲として収録されている。

## アートワーク
| Type A・初回限定盤 | 岡田奈々・村山彩希・山内瑞葵                                   |
| Type B・初回限定盤 | 岡部麟・小栗有以・横山由依                                     |
| Type C・初回限定盤 | 柏木由紀・田中美久・向井地美音                                 |
| Type A・通常盤     | 小栗有以・白間美瑠・須田亜香里・峯岸みなみ・山内瑞葵・横山由依 |
| Type B・通常盤     | 岡田奈々・岡部麟・久保怜音・瀧野由美子・向井地美音・吉田朱里   |
| Type C・通常盤     | 柏木由紀・田中美久・福岡聖菜・本間日陽・武藤十夢・村山彩希     |
| 劇場盤             | 山内瑞葵                                                       |

## チャート成績
初週116万7000枚を売り上げ、2020年3月30日付「オリコン週間シングルランキング」で初登場1位となった。
推定売上枚数1,172,755枚で2020年3月度のオリコン月間シングルランキングで1位となった。
累計では1,181,701枚となり、2020年のオリコン年間シングルランキングで2位にランクインした。
2020年年間Billboard Japan Top Singles Salesでは1,433,594枚を売り上げ、首位を獲得した。AKB48は、2016年以降、5年連続で年間TOP Singles Salesの首位に立っている。

## ミュージック・ビデオ
失恋、ありがとう
2020年3月5日にAKB48の公式YouTubeチャンネルにて公開。
セットの部屋が18人18種類準備され、各メンバーの私生活が垣間見えるような作りになっている。本作のMVでは5G時代幕開けを飾るソフトバンクの新コンテンツとして「多視点ミュージック・ビデオ」が制作されたほか、選抜メンバー18人それぞれが主役となる18種類の各メンバーVer.もソフトバンクの新サービス『5G LAB』の『FR SQUARE』アプリにおいて、3月27日より独占配信。
監督は伊勢田世山、振付はCRE8BOYが担当した。
メンバー全員での歌唱・ダンスシーンの衣装については、以前からリボン好きと公言していたセンターの山内の衣装にベレー帽の後ろや胸元などにリボンがあしらわれ、他のメンバー全員の衣装にもリボンが付けられている。

## シングル収録トラック

### Type A
初回限定盤と通常盤の2種類が存在するが、収録トラックは同一。
| #         | タイトル                                   | 作詞      | 作曲      | 編曲      | 時間  |
| --------- | ------------------------------------------ | --------- | --------- | --------- | ----- |
| 1.        | 「失恋、ありがとう」                       | 秋元康    | 村上遼    | 若田部誠  | 4:36  |
| 2.        | 「また会える日まで」(峯岸みなみ卒業ソング) | 秋元康    | 三谷秀甫  | 三谷秀甫  | 4:00  |
| 3.        | 「失恋、ありがとう（off vocal ver.）」     |           | 村上遼    | 若田部誠  | 4:35  |
| 4.        | 「また会える日まで（off vocal ver.）」     |           | 三谷秀甫  | 三谷秀甫  | 3:58  |
| 合計時間: | 合計時間:                                  | 合計時間: | 合計時間: | 合計時間: | 17:09 |

| #  | タイトル                         | 作詞 | 作曲・編曲 | 監督       |
| -- | -------------------------------- | ---- | ---------- | ---------- |
| 1. | 「失恋、ありがとう Music Video」 |      |            | 伊勢田世山 |
| 2. | 「また会える日まで Music Video」 |      |            | 大野敏嗣   |

### Type B
初回限定盤と通常盤の2種類が存在するが、収録トラックは同一。
| #         | タイトル                                 | 作詞      | 作曲           | 編曲      | 時間  |
| --------- | ---------------------------------------- | --------- | -------------- | --------- | ----- |
| 1.        | 「失恋、ありがとう」                     | 秋元康    | 村上遼         | 若田部誠  | 4:36  |
| 2.        | 「思い出マイフレンド」(1st Campus)       | 秋元康    | KUROKO、はーと | KUROKO    | 4:53  |
| 3.        | 「失恋、ありがとう（off vocal ver.）」   |           | 村上遼         | 若田部誠  | 4:35  |
| 4.        | 「思い出マイフレンド（off vocal ver.）」 |           | KUROKO、はーと | KUROKO    | 4:50  |
| 合計時間: | 合計時間:                                | 合計時間: | 合計時間:      | 合計時間: | 18:54 |

| #  | タイトル                           | 作詞 | 作曲・編曲 | 監督       |
| -- | ---------------------------------- | ---- | ---------- | ---------- |
| 1. | 「失恋、ありがとう Music Video」   |      |            | 伊勢田世山 |
| 2. | 「思い出マイフレンド Music Video」 |      |            | 戸塚富士丸 |

### Type C
初回限定盤と通常盤の2種類が存在するが、収録トラックは同一。
| #         | タイトル                               | 作詞      | 作曲      | 編曲      | 時間  |
| --------- | -------------------------------------- | --------- | --------- | --------- | ----- |
| 1.        | 「失恋、ありがとう」                   | 秋元康    | 村上遼    | 若田部誠  | 4:36  |
| 2.        | 「ジタバタ」(Team 8)                   | 秋元康    | 名雪亘    | 名雪亘    | 4:36  |
| 3.        | 「失恋、ありがとう（off vocal ver.）」 |           | 村上遼    | 若田部誠  | 4:35  |
| 4.        | 「ジタバタ（off vocal ver.）」         |           | 名雪亘    | 名雪亘    | 4:34  |
| 合計時間: | 合計時間:                              | 合計時間: | 合計時間: | 合計時間: | 18:21 |

| #  | タイトル                         | 作詞 | 作曲・編曲 | 監督       |
| -- | -------------------------------- | ---- | ---------- | ---------- |
| 1. | 「失恋、ありがとう Music Video」 |      |            | 伊勢田世山 |
| 2. | 「ジタバタ Music Video」         |      |            | ZUMI       |

### 劇場盤
| 全編曲: 若田部誠。 |                                        |           |           |       |
| #                  | タイトル                               | 作詞      | 作曲      | 時間  |
| 1.                 | 「失恋、ありがとう」                   | 秋元康    | 村上遼    | 4:36  |
| 2.                 | 「愛する人」                           | 秋元康    | ナスカ    | 5:15  |
| 3.                 | 「失恋、ありがとう（off vocal ver.）」 |           | 村上遼    | 4:35  |
| 4.                 | 「愛する人（off vocal ver.）」         |           | ナスカ    | 5:14  |
| 合計時間:          | 合計時間:                              | 合計時間: | 合計時間: | 19:40 |

## 選抜メンバー
- 岡田奈々 [注釈 1]
- 岡部麟
- 小栗有以
- 柏木由紀
- 久保怜音
- 白間美瑠 [注釈 2]
- 須田亜香里 [注釈 3]
- 瀧野由美子 [注釈 4]
- 田中美久 [注釈 5]
- 福岡聖菜
- 本間日陽 [注釈 6]
- 峯岸みなみ
- 向井地美音
- 武藤十夢
- 村山彩希
- 山内瑞葵
- 横山由依
- 吉田朱里 [注釈 2]